# Проценко, Прасковья Ивановна
Прасковья Ивановна Проценко (1902 — неизвестно, Волгоградская область) — звеньевая колхоза имени Тельмана Тельмановского района Сталинской области, Украинская ССР. Герой Социалистического Труда (1950).

## Биография
Родилась в 1902 году в крестьянской семье в одном из сельских населённых пунктов современной Сумской области. В послевоенные годы — звеньевая полеводческого звена колхоза имени Тельмана Тельмановского района с центральной усадьбой в селе Мичурино.
В 1949 году звено под её руководством собрало в среднем с каждого гектара по 25,2 центнера подсолнечника на участке площадью 10,6 гектара. Указом Президиума Верховного Совета СССР от 2 июня 1950 года удостоена звания Героя Социалистического Труда за «получение высоких урожаев пшеницы и подсолнечника при выполнении колхозом обязательных поставок и контрактации по всем видам сельскохозяйственной продукции, натуроплаты за работу МТС в 1949 году и обеспеченности семенами всех культур для полной потребности для весеннего сева в 1950 году» с вручением ордена Ленина и золотой медали «Серп и Молот» (№ 5038).
Этим же указом званием Героя Социалистического Труда были награждены председатель колхоза имени Тельмана Иван Феофанович Буц, звеньевые Мария Георгиевна Бондарева, Анастасия Васильевна Голодухина, Ксения Григорьевна Гончарова, Анна Андреевна Мормуль, Матрёна Степановна Потапова, Ольга Петровна Федоренко и Мария Григорьевна Федорюк.
После выхода на пенсию проживала в селе Мичурино Тельмановского района. Позднее переехала в Волгоградскую область. Дата смерти не установлена.